# Генерал поліції 1-го рангу
Генерал поліції першого рангу — найвище спеціальне звання вищого складу  Національної поліції України. Уведене у 2015 році.
Генерал поліції 1-го рангу старший за рангом від генерала поліції 2-го рангу.

## Історія
2 липня 2015 року згідно зі ст. 80 розділу VII («Загальні засади проходження служби в поліції») Закону України «Про Національну поліцію», були встановлені спеціальні звання поліції. Нові звання дещо відрізняються від попередніх спеціальних звань міліції. 
Згідно з п. 2, ст. 76  Закону генерали поліції першого рангу (як і інші генерали та полковники) перебувають на службі до досягнення 60 років.
Відповідно до розділу ХІ «Прикінцеві та перехідні положення», при переатестації працівники міліції, що мали спеціальне звання генерал-полковник міліції, мали можливість отримати спеціальне звання генерала поліції першого рангу .

## Знаки розрізнення
За знаки розрізнення генерали першого рангу мають на погонах по три великі восьмипроменеві зірки, які розташовуються  над Малим гербом України оточеним вінком. Зірки і вінок сріблясті, герб України золотистий на блакитному фоні.